# Monoamino-oxidase

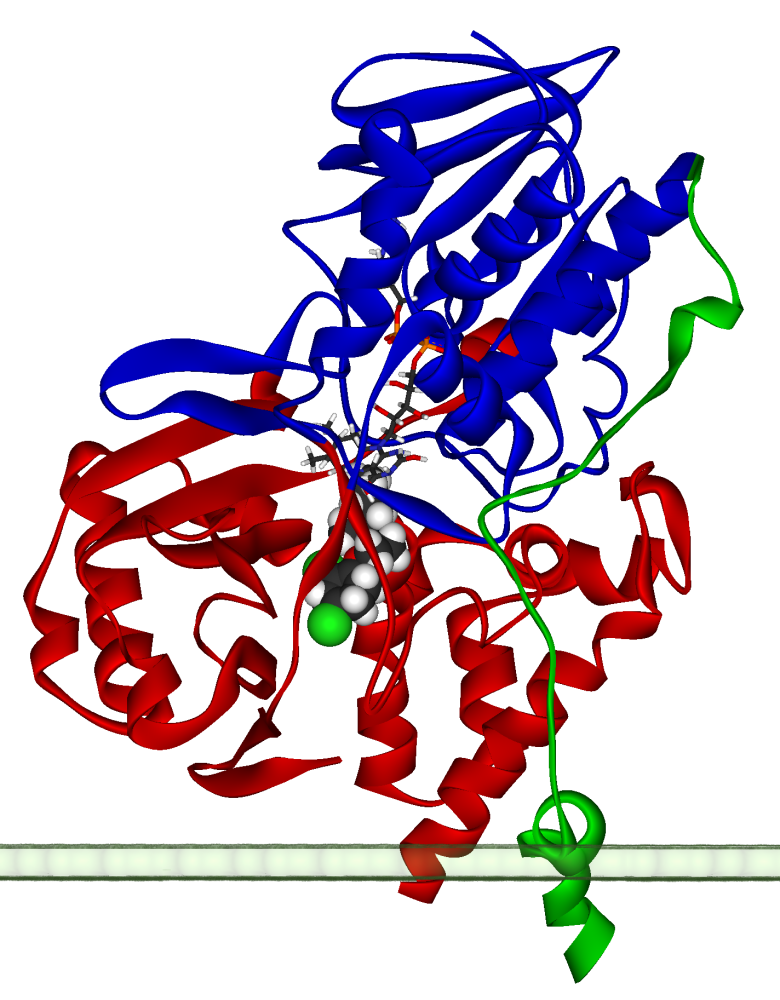
MAO-A

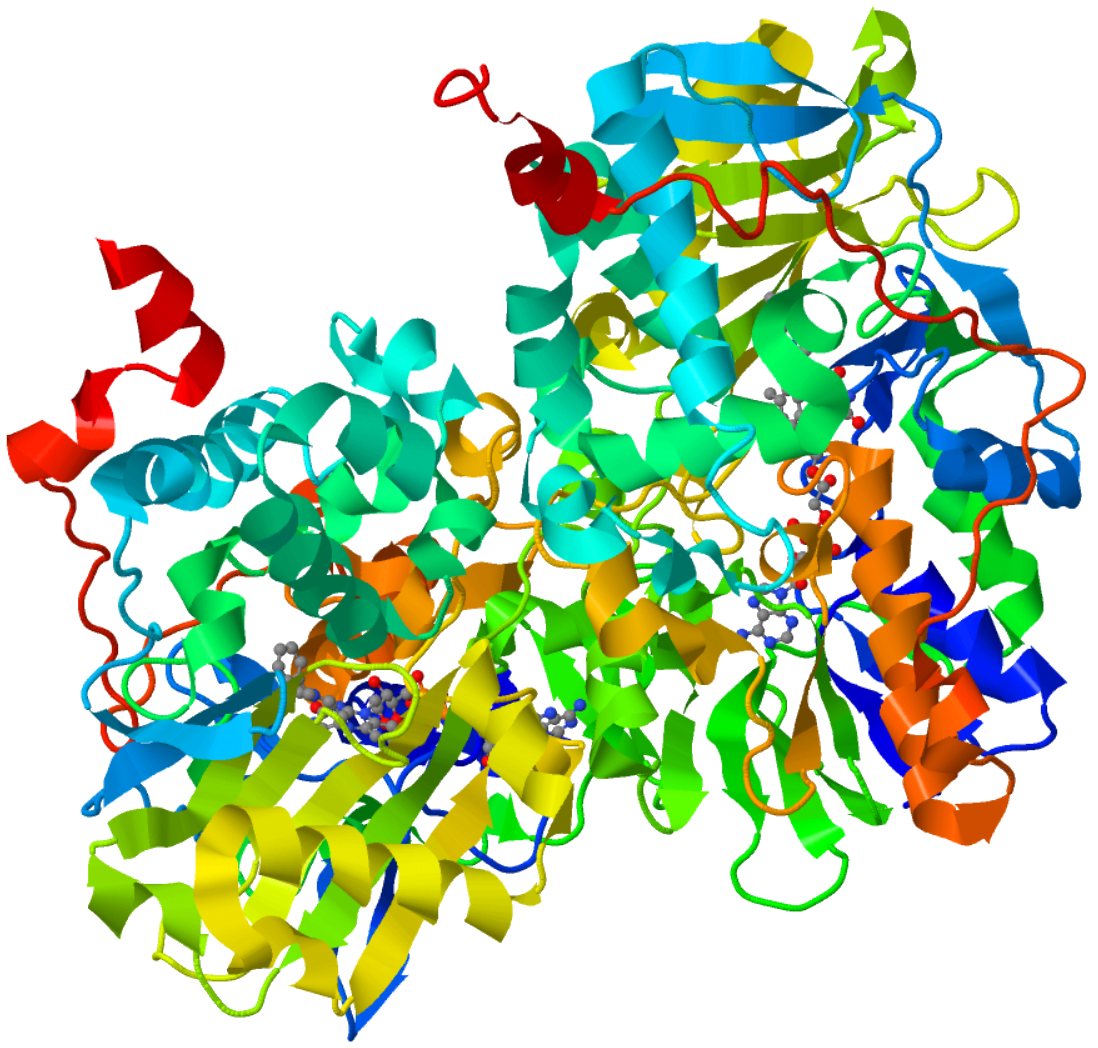
MAO-B

Monoamino-oxidase (MAO) is een bepaald type enzymen (flavo-enzymen) die aminen, zowel lichaamseigen als niet-lichaamseigen aminen, afbreken (deamineren). De enzymen bevinden zich in het buitenste mitochondriale membraan van zowel zenuw- als niet-zenuwcellen. MAO heeft als co-enzym flavine-adenine-dinucleotide (FAD).
Er zijn twee soorten MAO: MAO-A en MAO-B. Dopamine en tyramine worden door beide MAO's afgebroken.

## MAO-A
MAO-A breekt in het bijzonder de volgende aminen af:
- Serotonine (5-HT)
- Noradrenaline
- Adrenaline

MAO-A is voornamelijk aanwezig in:
- hersenen (ca. 25% van het in de hersenen aanwezige MAO is MAO-A)
- kleine ingewanden
- lever
- poortsysteem
- perifere adrenerge (adrenaline-uitscheidende) zenuwcellen

## MAO-B
MAO-B breekt de volgende aminen af:
- fenylethylamine
- benzylamine

MAO-B is vooral aanwezig in:
- bloedplaatjes
- hersenen (ca. 75% van het in de hersenen aanwezige MAO is MAO-B)
- ander weefsel

## MAO-remmers
MAO-remmers remmen de werking van MAO's. Ze worden gebruikt als antidepressiva (MAO-A-remmers) en worden soms ook voorgeschreven aan Parkinson-patiënten (MAO-B-remmers, meestal in combinatie met een ander geneesmiddel). Sommige recreatieve drugs remmen ook de werking van MAO.